# Haifa Guedri
Haifa Guedri (* 19. Januar 1989 in Sousse) ist eine tunesische Fußballtrainerin, Mitgründerin einer Akademie für Mädchenfußball und ehemalige Fußballspielerin. Sie spielte für die Frauenmannschaften der Vereine Association Sportive Féminine du Sahel (ASF Sahel) und Tunis Air Club (TA Club). Von 2004 bis 2015 war die offensive Mittelfeldspielerin Teil der tunesischen Nationalmannschaft und erzielte für diese historische Tore: den ersten Treffer in einem offiziellen Spiel in der Geschichte der Nationalmannschaft als auch das erste Tor im (späteren) Afrika-Cup der Frauen.

## Karriere als Spielerin

### Verein
Guedri begann ihre Karriere in der Juniorenmannschaft von ASF Sahel und rückte 2007 in das Damenteam auf. Nach drei Jahren wechselte sie zum TA Club. Dort gewann ihre Mannschaft die Meisterschaft (Coupe de Tunisie de football féminin) in den Saisons 2010/2011 und 2011/2012.

### Nationalmannschaft
Guedri stand über fünfzigmal im Kader der tunesischen Fußballnationalmannschaft der Frauen. 2008 gewann das Team, Aigles de Carthage genannt, die Meisterschaft. In demselben Jahr qualifizierten sich die die Adler von Karthago erstmals für die African Women's Championship (später in Africa Women Cup of Nations umbenannt). Guedri krönte ihre Leistung jeweils mit einem Treffer im Qualifikationsspiel als auch im Turnier, welcher jedoch nicht das Aus in der Vorrunde verhindern konnte.

## Weitere Karriere
Bereits parallel zu ihrer aktiven Karriere als Sportlerin absolvierte Guedri ein Studium als Sportlehrerin, welches sie im Jahr 2010 abschloss. Mit Unterstützung des International Centre for Sports Studies (CIES) und der FIFA folgte im Rahmen eines Executive Programms 2015 der Abschluss Sportmanagement. Zusätzlich belegte Guedri 2015 einen weiterführenden Studiengang an der Sportwissenschaftlichen Fakultät der Universität Leipzig.
Parallel arbeitete sie kontinuierlich als Fußball Coach im Jugendbereich.
Zur Förderung des nationalen Nachwuchses im tunesischen Frauenfußball war Guedri 2019 an der Gründung von Evafoot mitbeteiligt. Die gemeinnützige Sportvereinigung richtet sich an Mädchen im Alter von sieben bis vierzehn Jahren.
Der internationale Fußballverband Confédération Africaine de Football (CAF) berief Guedri als Expertin für Fernsehübertragungen internationaler Frauenturniere.